# Edmar Halovs'kyj de Lacerda
Edmar Halovs'kyj de Lacerda (in ucraino Едмар Галовський де Ласерда?, traslitterazione anglosassone: Edmar Halovskyi de Lacerda) nato Edmar de Lacerda Aparecida e meglio noto solo come Edmar (Porto Alegre, 27 ottobre 1980) è un ex calciatore brasiliano naturalizzato ucraino, di ruolo centrocampista.

## Carriera
Nel 2007 si trasferisce al Metalist.

## Palmarès

### Club

#### Competizioni nazionali
- Campionato Gaúcho: 1

Internacional: 2002